# کریستین (رمان)
«کریستین» (انگلیسی: Christine) یک کتاب از استیون کینگ است.